# Hedypnois rhagadioloides
Hedypnois rhagadioloides (Syn.: Leontodon rhagadioloides (L.) Enke & Zidorn) ist eine Pflanzenart aus der Familie der Korbblütler (Asteraceae).

## Beschreibung

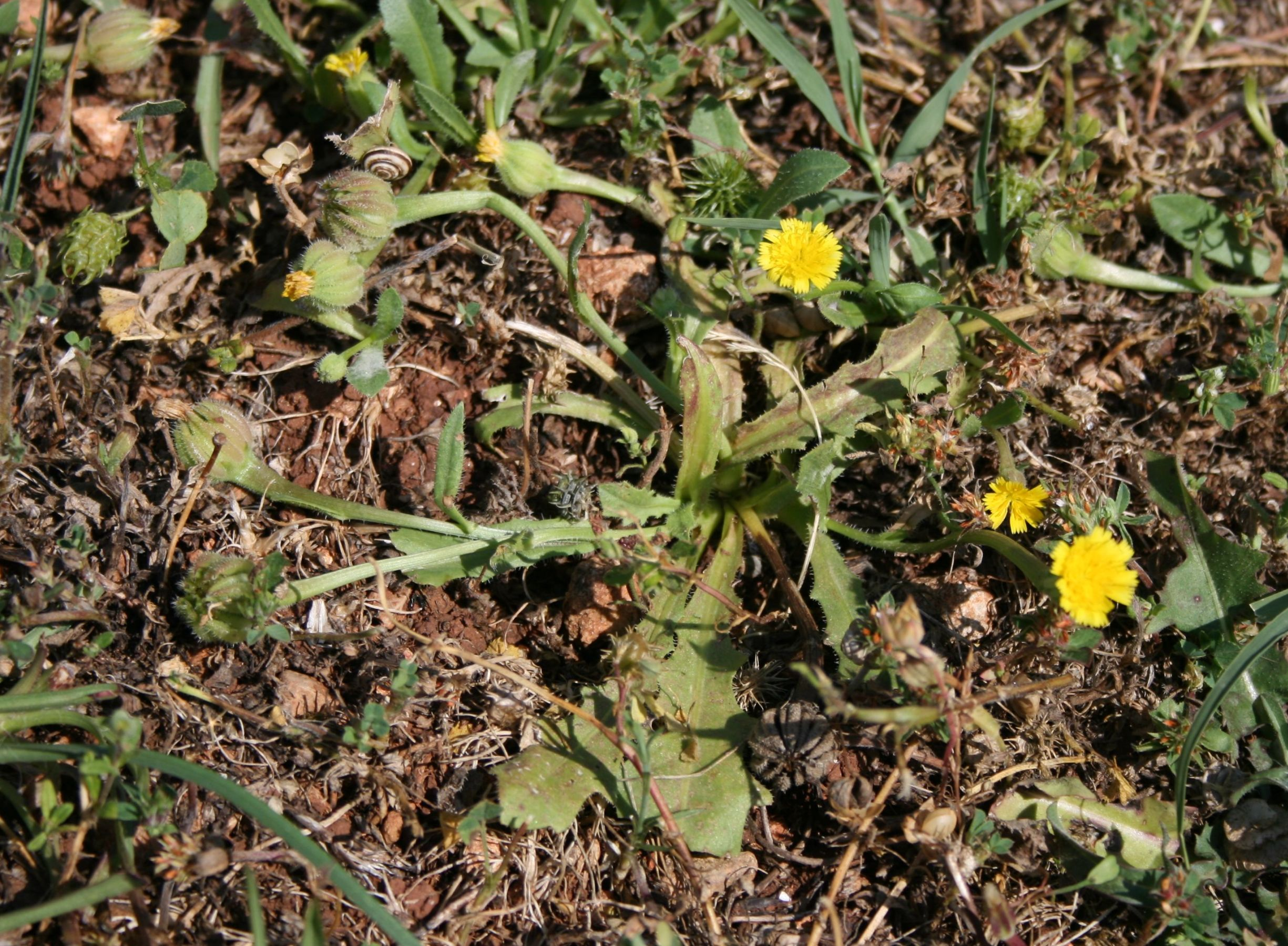
Hedypnois rhagadioloides

Hedypnois rhagadioloides ist ein einjähriger Schaft-Therophyt, der Wuchshöhen von 3 bis 25 Zentimeter erreicht. Der Stängel ist aufsteigend, einfach oder wenigästig und oft blattlos. Die Blätter sind behaart und meist buchtig gezähnt. 
Die Köpfchen stehen einzeln meist auf nach oben verdickten Stielen. Die Hülle ist zuerst zylindrisch und zweireihig. Die äußeren Hüllblätter sind 1 bis 2, die inneren 8 Millimeter groß. Sie sind lineal und haben oft eine rötliche Spitze. Die sind fruchtend alle verhärtet, bananenförmig eingekrümmt und schließen die äußeren Früchte ein. Die äußeren Früchte sind gebogen und haben einen kronenförmigen Pappus aus Schuppen.
Die Blütezeit reicht von März bis Mai.
Die Chromosomenzahl beträgt 2n = 8, 10, 10+B oder 13.

## Vorkommen
Hedypnois rhagadioloides kommt im Mittelmeerraum vor. Auf Kreta wächst die Art auf Äckern, Brachland, Trittstellen, Dünen und Phrygana in Höhenlagen von 0 bis 1050 Meter.

## Systematik
Von Hedypnois rhagadioloides (L.) F.W.Schmidt (Syn. Hedypnois cretica (L.) Dum. Cours.) sind drei Unterarten bekannt:
- Hedypnois rhagadioloides subsp. monspeliensis Nyman[3][4]: Die Pflanze ist mehr oder weniger kahl. Der Stängel ist dünn und verlängert. Die Blätter sind gezähnt. Die Hülle ist kahl oder fast kahl. Die Köpfchenstiele sind zylindrisch und fruchtend kaum verdickt.
- Hedypnois rhagadioloides subsp. rhagadioloides: Der Stängel ist aufrecht oder niederliegend und kahl. Die Blätter sind zottig und gezähnt. Die Hülle ist kahl oder wenig borstig. Die Köpfchenstiele sind fruchtend bis 1,5 Millimeter dick, keulig verdickt und unterhalb des Köpfchens eingeschnürt. Vor der Blüte ist das Köpfchen nickend.
- Hedypnois rhagadioloides subsp. tubaeformis (Ten.) Hayek (Syn.: Leontodon rhagadioloides subsp. tubaeformis (Ten.) Enke & Zidorn): Die Pflanze ist kräftig und borstig behaart. Die Blätter sind gezähnt oder leierförmig. Die Hülle ist borstig behaart. Die Köpfchenstiele sind fruchtend 3 bis 6 Millimeter dick, keulig verdickt und nicht unterhalb des Köpfchens eingeschnürt. Das Köpfchen ist vor der Blüte aufrecht.

## Belege
- Ralf Jahn, Peter Schönfelder: Exkursionsflora für Kreta. Mit Beiträgen von Alfred Mayer und Martin Scheuerer. Eugen Ulmer, Stuttgart (Hohenheim) 1995, ISBN 3-8001-3478-0, S. 332–333.